# Melinohippus robustus
Melinohippus robustus är en insektsart som beskrevs av Nicholas David Jago 1996. Melinohippus robustus ingår i släktet Melinohippus och familjen gräshoppor.

## Underarter
Arten delas in i följande underarter:
- M. r. robustus
- M. r. kulai